# Kemal Yıldırım
Kemal Yıldırım (* 15. Mai 1958 in Ordu) ist ein ehemaliger türkischer Fußballspieler und -trainer. Er zählt zu den langjährigsten Spielern der Süper Lig. Mit 475 Einsätzen ist er in der Liste der Fußballspieler mit den meisten Süper-Lig-Einsätzen an 5. Stelle.

## Spielerkarriere
Yıldırım startete seine Vereinskarriere in der Jugend von Orduspor und stieg hier 1976 in den Kader der Profimannschaft auf. Sein Profidebüt gab er am 2. Oktober 1976 in der Ligapartie gegen Beşiktaş Istanbul. Am Ende dieser Spielzeit absolvierte er dann sein zweites Spiel. In der nächsten Spielzeit gelang ihm der Sprung in die Stammelf. Mit zehn Toren in 23 Ligaspielen wurde er der erfolgreichste Torjäger seiner Mannschaft und Vierter der Torschützenliste. In der darauffolgenden Saison bildete er zusammen mit Mahmut Kılıç und Arif Güney ein erfolgreiches Strumtrio und trug dazu bei, dass seine Mannschaft die Saison auf dem 4. Tabellenplatz beendete und so die beste Erstligaplatzierung der Vereinsgeschichte erreichte.
Durch die erfolgreichen zwei vergangenen Spielzeiten wurden mehrere größere Vereine auf Yıldırım aufmerksam. Yıldırım entschied sich dafür zu Galatasaray Istanbul zu wechseln. Bei Galatasaray kam Yıldırım zwar zu regelmäßigen Einsätzen, blieb jedoch insgesamt hinter den Erwartungen zurück. Nachdem Yıldırım im Sommer 1981 noch am vorsaisonalen TSYD-Istanbul-Pokal teilgenommen hatte, wechselte er noch in der Sommertransferperiode 1981 zum Ligarivalen Zonguldakspor.
Nach einer Saison für Zonguldakspor wechselte er erneut innerhalb der 1. Lig. Dieses Mal zum südtürkischen Vertreter Adana Demirspor und spielte für diesen Verein die nächsten zwei Spielperioden durchgängig. Im Sommer verließ er den Verein dann Richtung Hauptstadtklub MKE Ankaragücü. Hier etablierte er sich auf Anhieb und bildete mit Halil İbrahim Eren und Bülent İzgiş einen erfolgreichen Sturm. Mit seinem Verein wiederholte er in Saison 1984/85 mit dem 4. Tabellenplatz die beste Erstligaplatzierung der Vereinsgeschichte. Zudem wurde einmal der 5. Tabellenplatz belegt und zweimal der 6. Tabellenplatz.
Im Sommer 1987 wechselte er innerhalb der 1. Lig zum Aufsteiger Sakaryaspor. In der ersten Saison bei diesem Verein wurde Yıldırıms Team völlig überraschend türkischer Pokal-Sieger. Nach diesem Erfolg spielte Yıldırım eine weitere Saison für Sakaryaspor und wechselte zum Sommer 1989 zum Hauptstadtklub Gençlerbirliği Ankara. Für diesen Verein spielte er die nächsten zwei Spielzeiten lang. Besonders in der Spielzeit 1990/91 erlebte er mit 15 Saisontoren die torreichste Erstligasaison seiner Karriere. Trotz dieser erfolgreichen Saison seiner Karriere, verließ er im Sommer 1991 Gençlerbirliği und wechselte zum Istanbuler Zweitligisten Zeytinburnuspor. Hier spielte er eineinhalb Spielzeiten lang und wurde dann im Oktober 1992 an den Istanbuler Erstligisten Bakırköyspor ausgeliehen. Für diesen Klub spielte er bis zum Saisonende. Nachdem der Verein den Klassenerhalt verfehlte und Zeytinburnuspor in der Zwischenzeit den Aufstieg in die 1. Lig sicherte, kehrte Yıldırım zu diesem Klub zurück. Die nächsten zwei Jahre spielte er mit diesem Verein in der 1. türkischen Spielklasse. Nachdem der Verein aber im Sommer 1995 den Klassenerhalt verfehlt hatte, wurde Yıldırım im Laufe der nächsten Saison an Drittligisten Gebzespor ausgeliehen.
Im Sommer 1996 beendete er seine Spielerlaufbahn.

## Trainerkarriere
Yıldırım begann seine Trainerkarriere damit, dass er im Sommer 1998 bei Altay Izmir als Co-Trainer zu arbeiten begann. Im Februar 1999 arbeitete er dann für drei Monate bei Bursaspor.
Ab Dezember 1999 begann er bei Adanaspor als Co-Trainer zu arbeiten und assistierte hier ab dem Sommer 2000 dem Deutschen Cheftrainer Joachim Löw. Nachdem dieser entlassen wurde, trainierte Yıldırım die Mannschaft bis zum Saisonende interimsweise als Cheftrainer.
2003 arbeitete er erneut bei Adanaspor as Co-Trainer. 2007 betreute er den Amateurklub Antalya Yıldırımspor als Cheftrainer und ein zweites Mal 2009.

## Erfolge
Mit Orduspor
- 4. Platz der Süper Lig: 1978/79

Mit MKE Ankaragücü
- 4. Platz der Süper Lig: 1984/85
- 5. Platz der Süper Lig: 1983/84

Mit Sakaryaspor
- Türkischer Pokalsieger: 1987/88